# Yasur
Der Yasur ist ein Stratovulkan auf der südpazifischen Insel Tanna im Archipel von Vanuatu.

## Geologie
Der Hauptkrater Vulki Mulki hat einen Durchmesser von ca. 300 m und eine Tiefe von ca. 150 m, in ihm befinden sich fünf Schlote.

## Vulkanische Aktivität
Der Yasur ist seit mindestens 800 Jahren ständig aktiv. 
Im August 1774 landete James Cook, nachdem bei Nacht ein rotes Glühen in den Wolken bemerkt wurde, in einer Bucht östlich des Vulkans. Eine beabsichtigte Besteigung des Vulkans wurde von Einwohnern aufgrund eines Tabus verhindert: Die Einwohner der umliegenden Dörfer glauben, dass der Vulkan der Ort ist, wo die Seelen der Menschen nach dem Tod verbleiben.
Die normale Aktivität des Yasur besteht aus strombolianischen und mäßigen vulkanianischen Eruptionen. Zurzeit ist der südliche Schlot, welcher unmittelbar an den Besucherbereich grenzt, am aktivsten. Durchschnittlich ereignen sich alle 3 Minuten Explosionen.
Zuletzt im Herbst 2002 wurden verstärkte Aktivitäten des Vulkans registriert. Später sank die Zahl der Eruptionen jedoch wieder auf die normalen ca. 500 pro Tag.
Im Mai 2010 ließen besonders starke strombolianische Explosionen Lavabrocken bis auf die Außenflanke des Vulkans fliegen, sodass der Aufstieg zum Krater zeitweise gesperrt werden musste.

## Überwachung
Im Oktober 1992 wurde eine seismische Station eingerichtet.

## Tourismus

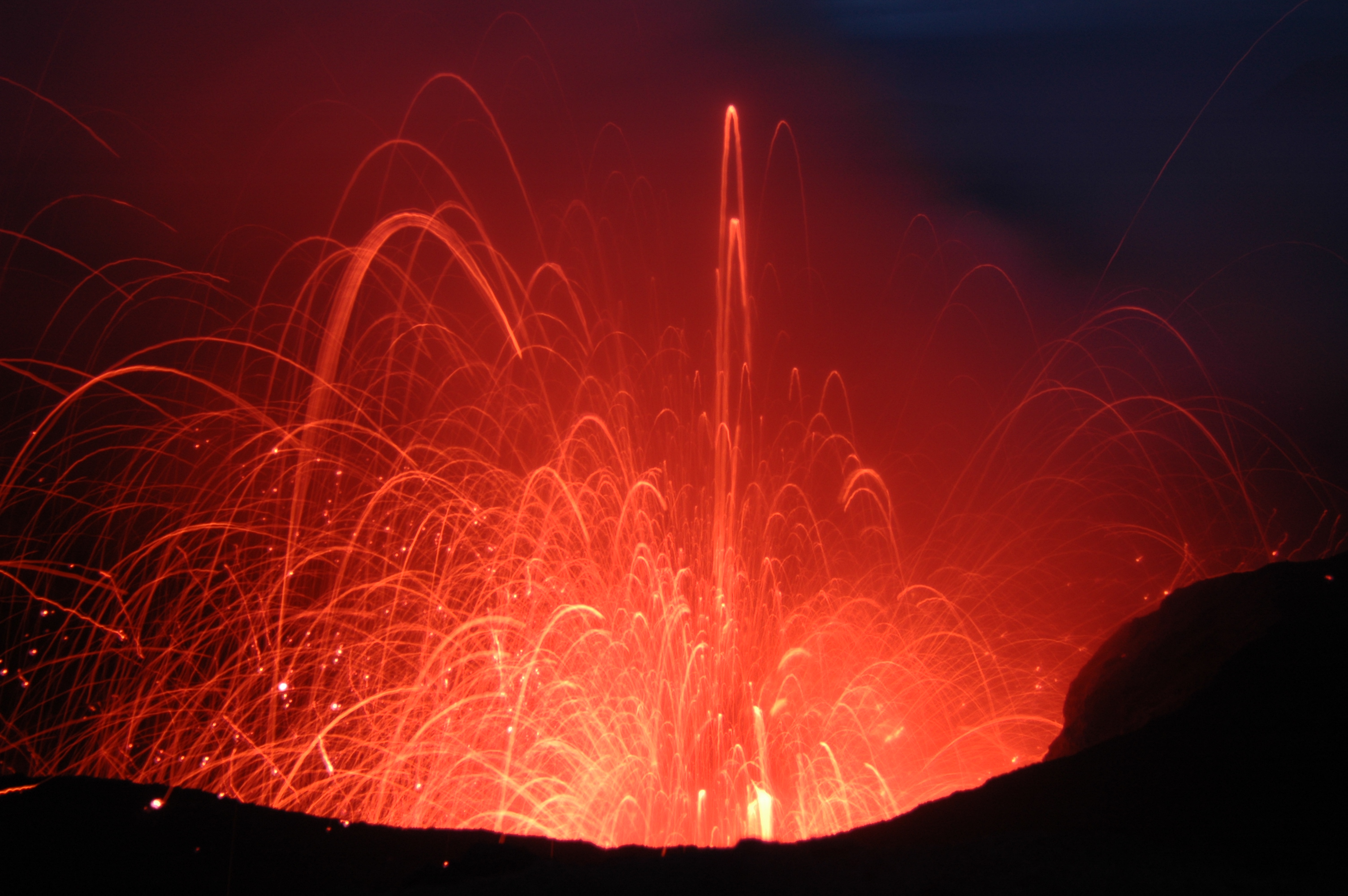
Strombolianische Eruption des südlichen Schlotes

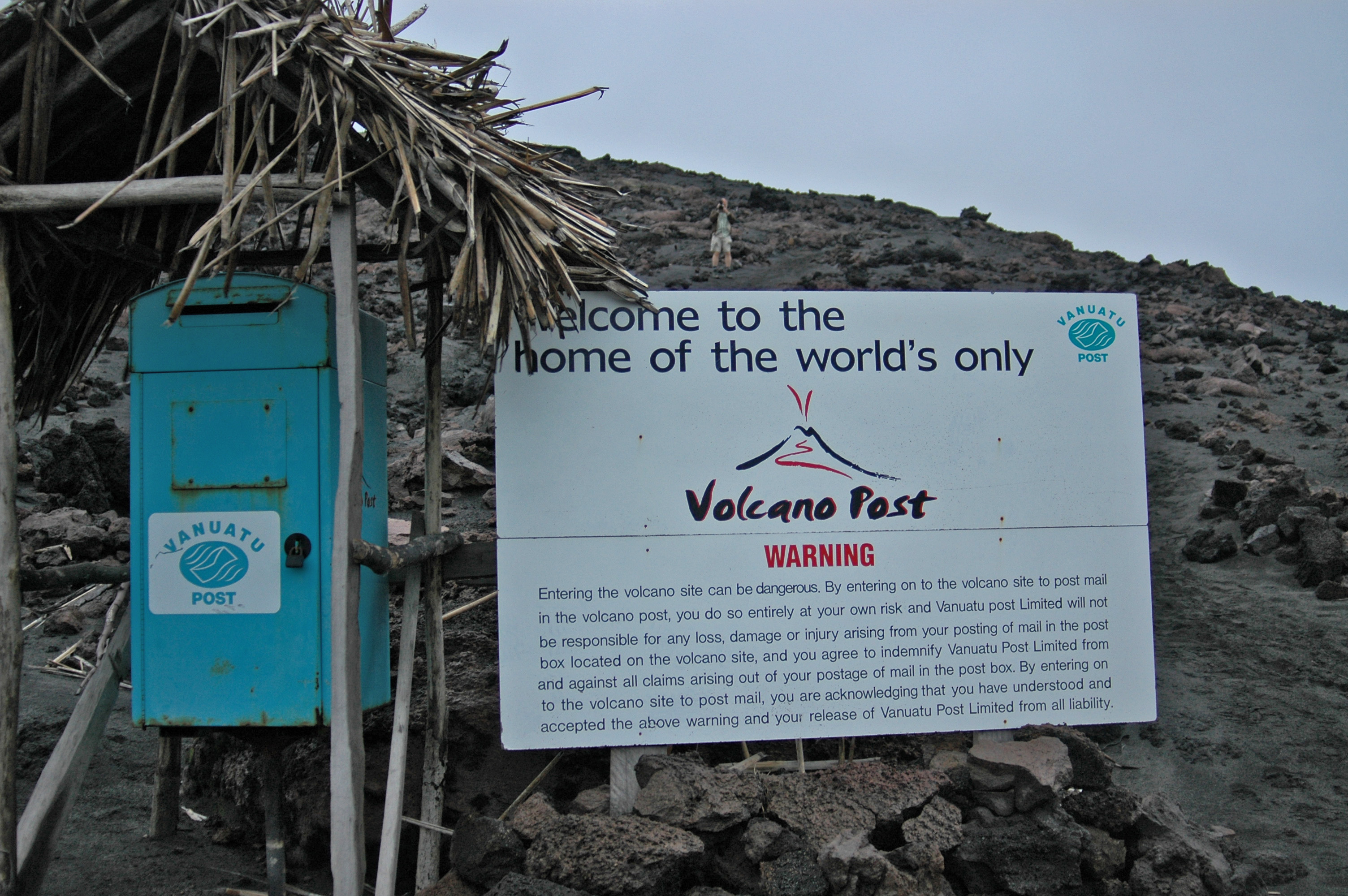
Volcano Post auf Mount Yasur

Mit nur 361 Meter Höhe ist der Yasur vermutlich der leichtest zugängliche aktive Vulkan der Erde. Der Fußmarsch vom nächstgelegenen Resort bis zum Gipfel dauert meist weniger als eine Stunde. Mit einem Geländewagen kann man auf einer steilen Piste bis auf ca. 200 m an den Kraterrand fahren.
Am Kraterrand angekommen, bietet sich den Besuchern besonders bei Nacht ein eindrucksvolles Schauspiel, wenn der Vulkan alle paar Minuten unter Donnergrollen Aschewolken und Lavafontänen ausstößt. Da auch bei normaler Tätigkeit Lavabomben den Besucherbereich treffen können, ist höchste Aufmerksamkeit vonnöten.
Der Vulkan darf nur mit einheimischer Führung bestiegen werden, zudem ist am Anfang der Auffahrtpiste an einer Kontrollstation eine Gebühr zu entrichten, die u. a. der Pflege des Vulkangeländes dient. 
Seit 2005 befand sich unterhalb des Kraters eine bisher auf der Welt einzigartige Vulkan-Postbox. Inzwischen (Stand 2024) existiert es aber nicht mehr.
Im Jahr 2013 warf Klaas Heufer-Umlauf im Rahmen der ProSieben-Show „Joko gegen Klaas – Das Duell um die Welt“ einen Ring in den Krater des Vulkans.